# Albor Cantard

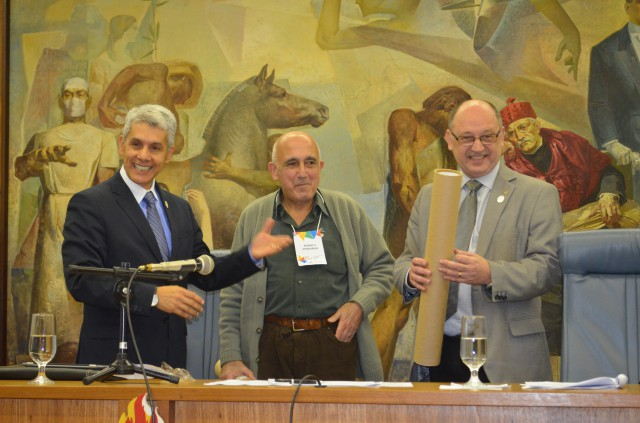

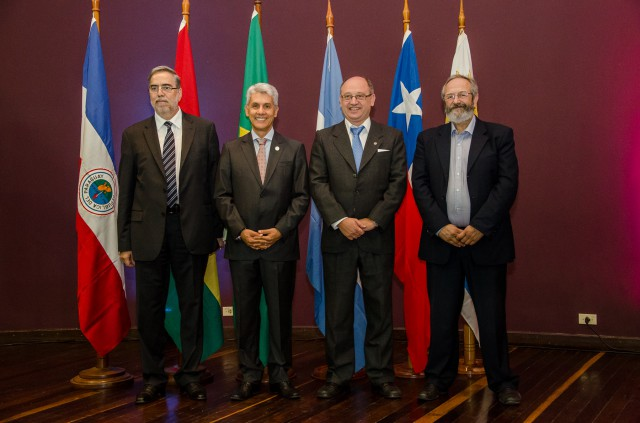

Albor Ángel "Niky" Cantard (Santa Fe, 6 de agosto de 1961) es un abogado y político, especialista en derecho laboral y exdiputado nacional por la provincia de Santa Fe.

## Carrera y trayectoria
Se graduó en 1992 en la Facultad de Ciencias Jurídicas y Sociales en la Universidad Nacional del Litoral. En 2006 fue designado decano de la Facultad de Ciencias Jurídicas y Sociales, cargo que desempeñó hasta el 10 de diciembre de 2007, donde asumió como Rector de la UNL para completar el período del Ing. Mario Barletta, por entonces electo intendente de la ciudad de Santa Fe.
En 2008 fue designado Presidente de la Comisión de Relaciones Internacionales del Consejo Interuniversitario Nacional (CIN) y en 2010 fue reelecto como vicepresidente del órgano consultivo.
En 2010 fue elegido Rector de la UNL por mayoría en la Asamblea Universitaria. Durante su período en el rectorado la UNL se vio envuelta en un escándalo con un espía Frilocchi, que fue Personal Civil de Inteligencia del Ejército y que era Jefe de la Sección Diplomas de la UNL. 
Publicó varios artículos sobre su especialidad en la Revista de Derecho Laboral de la Editorial Rubinzal Culzoni.
En diciembre de 2015 fue designado secretario de Políticas Universitarias de la Nación, en el comienzo de la gestión de Mauricio Macri como Presidente de la Nación.
cargo al que renunció en julio de 2017 para dedicarse a la campaña a diputado nacional por Cambiemos para la provincia de Santa Fe. Resultando electo. en las internas compitió contra Sergio Boasso que representaba al radicalismo provincial
Fue nombrado primer secretario de Políticas Universitarias de Mauricio Macri, desde su puesto consideró que "la cantidad de docentes universitarios que hay en el país es excesiva". Al respecto el gremio universitario respondió que "El diputado Cantard debería preocuparse por ejercer su representación del pueblo de Santa Fe y defender la universidad pública; también debería trabajar para generar más puestos de trabajo y no favorecer más el desempleo".

## Trayectoria política
Cantard fue durante su juventud militante de Franja Morada, la agrupación política del radicalismo. 
De cara a las elecciones legislativas de 2017, Cambiemos lo convocó para encabezar la lista a diputados nacionales por Santa Fe, junto con Luciano Laspina, Lucila Lehmann, Gisela Scaglia y Gonzalo del Cerro.
Durante las primarias de 2017 el radical Jorge Boasso, denunció que sus correligionarios realizaban clientelismo a cambio de votos. Boasso quería enfrentar en una interna de Cambiemos en Santa Fe a Albor Cantard, sin embargo, desde la Casa Rosada se impuso que el oficialismo no podía tener elecciones internas y designó a dedo a los candidatos de cada distrito. Boasso mostró una foto de una pila de boletas de Cambiemos junto a un montón de comida enlatada y cajas con lácteos en depósito del PRO, con volantes de Cantard al lado de latas de comida y cajas de leche.
La Junta Electoral resolvió por unanimidad oficializar para las elecciones de diputados nacionales a la lista Cambiando Juntos –que llevaba como candidatos en los primeros lugares a Cantard, Luciano Laspina, Lucila Lehmann y Gisela Scaglia– y rechazar la nómina "Fuerza para el Cambio", que postulaba a Boasso, aduciendo que no cumplía requisitos básicos.
Desde sus redes sociales, Boasso mostró una foto de una pila de boletas de Cambiemos junto a comida y cajas con lácteos en depósito del PRO. Paralelamente el día de la elección primaria a diputados nacionales se dio a conocer una información que indicaba que se había detenido a un puntero de Cambiemos que repartía dinero y boletas de Cantard. En esas elecciones fue detenido por la policía un puntero de Cambiemos en Santa Fe por repartir boletas de Cantard y dinero en efectivo que ofrecía a cambio de votos.

Lanzó Arbec una plataforma de desarrollo informático, administrativo, comunicacional y de seguimiento que agrupa a los nuevos programas de becas que la Nación presta a unas 107.000 personas. En 2017 como Secretario de Políticas Universitarias comenzó a dar de baja las becas del Plan Progresar, lo que afectó a 94 mil jóvenes de entre 18 y 24 años, cuyas becas están suspendidas mientras que otros 66 mil estudiantes están sufriendo demoras en el cobro.
En 2017, catorce federaciones estudiantiles de todo el país denunciaron la baja de las becas del Plan Progresar, lo que afectó a 94 mil jóvenes de entre 18 y 24 años, cuyas becas están suspendidas mientras que otros 66 mil estudiantes denunciaron demoras en el cobro. La Administración Nacional de la Seguridad Social (ANSES) requirió a las provincias la verificación de los requisitos académicos de los alumnos a los que se había identificado como "no informados" y anunció que a partir de julio los estudiantes cobrarían los planes incluyendo retroactivos.